# فرزاد دیباچی
فرزاد دیباچی کارآفرین مطرح ایرانی، با تابعیت آمریکا است. او مدیر اجرایی و یکی از بنیانگذاران شرکت معروف Noribachi است.

## جوانی و تحصیل
فرزاد دیباچی در ایران متولد شد تا اینکه پس از انقلاب اسلامی در سال ۱۹۷۹، خانواده او به ایالات متحده مهاجرت کردند. پس از آن وی در رشته مهندسی مکانیک و علوم کامپیوتر دانشگاه ایالتی سن خوزه در کالیفرنیا تحصیل نمود.

## فعالیت
دیباچی کار خود را در جنرال الکتریک آغاز کرد و در سال ۱۹۹۲ به شرکت اوراکل پیوست و به عنوان معاون ارشد شرکت در رسانه‌های نو خدمت نمود. وی اوراکل را در سال ۱۹۹۵ ترک کرد و شرکت دیبا، شرکتی میکرو الکترونیک و طراح اولیه «اطلاعات لوازم خانگی» برای وب را با برادرش فرید بنیانگذاری کرد. وی در سال۱۹۹۸ نیز شرکت نیکو را با همسرش تأسیس کرد و در ۲۰۰۶ شرکت نوریباچی تولیدکننده محصول LED روشنایی برای کاربردهای تجاری و صنعتی تأسیس شد. در سال ۲۰۱۵ این شرکت در رتبه ۲۲۴ فهرست ۵۰۰۰ شرکت قرار گرفت.

## زندگی شخصی
وی با همسرش روندا هنگامی که در جنرال الکتریک کار می‌کرد آشنا شد و در سال ۱۹۸۸ ازدواج کردند و یک پسر دارند. همسرش نیز مؤسس یک سازمان غیرانتفاعی به نام مشارکت جامعه اهدا کنندگان از اقیانوس آرام است.